# Приятелите ме наричат Чичо
„Приятелите ме наричат Чичо“ е български телевизионен игрален филм (криминална трагикомедия) от 2006 г., по сценарий и режисура на Ивайло Христов. Оператор е Емил Христов. Музиката във филма е композирана от Теодосий Спасов.

## Актьорски състав
- Васил Михайлов – Димитър Стефанов Михайлов – Чичо, бивш затворник
- Велко Кънев – Камен Вътов – Камбата, бивш затворник и пазач на паркинг заедно с Симо
- Богдан Глишев – Симо Петров, бивш милиционер и пазач на паркинг заедно с Камбата
- Петър Кьосев – Танасий, македонец, собственик на кръчма и приятел на Чичо, Симо и Камбата
- Георги Новаков – Григоров, бизнесмен и собственик на „Юнион Клуб “
- Бойка Велкова – Богдана, любима на Чичо
- Антоанета Добрева – Нети – Ева, съпруга на Григоров
- Наум Шопов – Тото, живущ в старата къща на Чичо и бивш затворник
- Иван Ласкин – капитан Савов, приятел на Симо от полицията
- Искра Радева – адвокат Дичева
- Светлана Янчева – адвокат Кирилова
- Мирослав Косев – съдия Минчев
- Деян Донков – Гацо, мутра
- Иван Савов – дежурен в МВР

Участват още:
- оркестър „Карандила“
- Александър Дойнов – пияница
- Петър Кръстев – пияница
- Милен Миланов
- Даниел Рашев
- Валери Йорданов – надзирател в затвора
- Цветан Даскалов
- Пламен Сираков
- Иван Радоев – полицай
- Роберт Янакиев – полицай
- Иван Бърнев – Перо, мутра
- Ненчо Илчев – боксьор
- Мирослав Пашов
- Николай Върбанов
- Борислав Стоилов
- Георги Ковачев
- Стефан Спасов
- Лина Хаджимитова
- Жасмина Тошкова – блондинка, която оставя колата си на паркинга на Камбата и Симо
- Лилян Лазаров
- Асен Станков
- Исус Йорданов
- студенти от НАТФИЗ „Кръстьо Сарафов“ от класа на проф. Пламен Марков